# جرج مولینوکس
جرج مولینوکس (به انگلیسی: George Molyneux) بازیکن فوتبال زادهٔ ۱۸۷۴ اهل کشور انگلستان که سابقهٔ بازی در تیم ملی فوتبال انگلستان را در کارنامهٔ خود دارد. وی در تاریخ ۳ مه ۱۹۰۲ نخستین بازی ملی خود را در مقابل تیم ملی فوتبال اسکاتلند انجام داد و با حضور در ۴ بازی ملی، در تاریخ ۴ آوریل ۱۹۰۳ واپسین بازی ملی‌اش را در برابر تیم ملی فوتبال اسکاتلند برگزار کرد.